# 이재웅 (육상 선수)
이재웅(2002년 9월 16일~)은 대한민국의 육상 선수로 주 종목은 중거리 달리기이다. 

## 경력
2025년 5월 대한민국 구미에서 열린 2025년 아시아 선수권 대회에 대한민국 국가대표로 참가했으며 1500m 에서 은메달을 획득했다.
2025년 6월 14일 일본 홋카이도 시베츠에서 열린 2025 호크렌 디스턴스챌린지 2차 대회 남자부 1,500m 경기에서 3분 38초 55의 기록으로 32년 만에 한국신기록을 세우며 우승했다.
2025년 7월 16일 일본 홋카이도 기타미에서 열린 2025 호크렌 디스턴스챌린지 4차 대회 남자부 1,500m 경기에서 3분 36초 01의 기록으로 한 달 전 자신이 세운 한국신기록을 다시 갈아치우며 우승했다.

## 국제 대회 기록
범례
- 국가 최고 기록(국가 신기록)